# Jacques Garelli
Jacques Garelli (n. 2 iunie 1931, Belgrad  - d. 23 decembrie 2014, Dușanbe, Tadjikistan) a fost un filozof francez și poet.

## Biografie
Expert UNESCO în Zair cu istoria Africii, Aurelio Pace , tatăl artistului Joseph Pace, filozof și poet, Garelli a predat literatură franceză și filosofie la Universitatea Yale, la Universitatea din New York și la Universitatea din Amiens (Franța). Influențată de Martin Heidegger și Maurice Merleau-Ponty, subiectul principal al cercetărilor sale sunt fenomenologia și ontologia.

### Poezie
- Brèche, Paris, Mercure de France, 1966
- Les Dépossessions suivi de Prendre appui, Paris, Mercure de France, 1968
- Lieux Précaires, Paris, Mercure de France, 1972
- L’Ubiquité d’être suivi de Difficile Séjour, Paris, José Corti, 1986
- Archives du Silence suivi de Récurrences du Songe, Paris, José Corti, 1989
- L’Entrée en Démesure, suivi de L’Écoute et le regard, Paris, José Corti, 1995
- Brèche / Les Dépossessions / Lieux Précaires, Encre Marine, Fougères - La Versanne, 2000
- Fragments d’un corps en archipel suivi de Perception et imaginaire. Réflexions sur un poème oublié de Rimbaud, Paris, José Corti, 2008
- Fulgurations de l'être, José Corti, 2011

## Filozofie / Estetică
- La Gravitation Poétique, Paris, Mercure de France, 1966
- Le Recel et la Dispersion, Paris, Gallimard, « Bibliothèque des Idées », 1978
- Artaud et la Question du Lieu, Paris, José Corti, 1982
- Le Temps des Signes, Paris, Klincksieck, 1983
- Rythmes et Mondes, Grenoble, Jérôme Millon, 1991
- Introduction au Logos du Monde esthétique. De la Chôra platonicienne au Schématisme transcendantal kantien et à l’expérience phénoménologique du Monde, Paris, Beauchêsne, 2000
- De l’entité à l’événement. La phénoménologie à l’épreuve de la science et de l’art contemporains, Milan / Paris, Mimesis, 2004
- La mort et le songe, Milan / Paris, Mimesis, 2007